# 日產Gloria

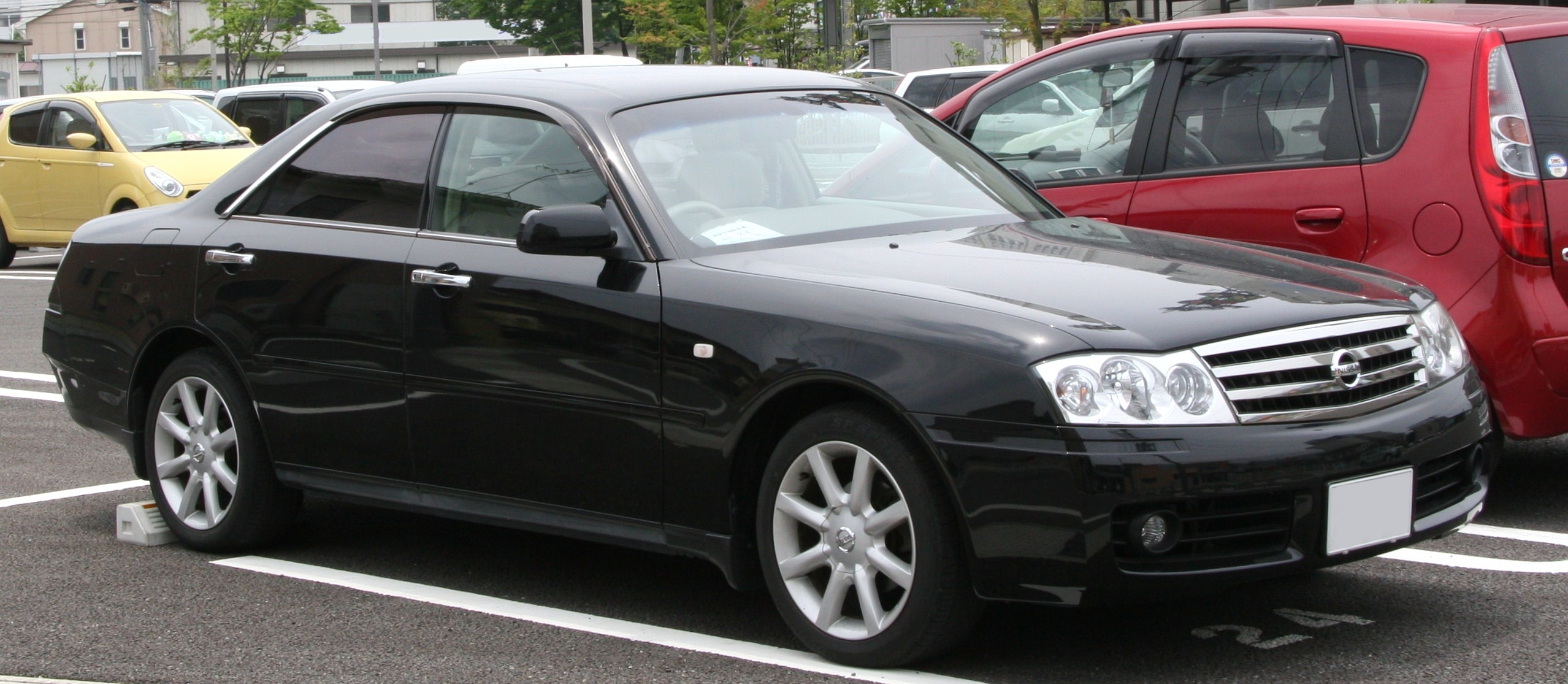
第11代Gloria后期改款车型，代号Y34

日产Gloria（日文原稱：グロリア），中文又名“日产荣光”，是日本的日產汽車在1966年-2004年期間生產和发售的无B柱硬顶中型车，曾由王子汽車于1959年开始生产，随着1966年王子汽车并入日产后由日产继续生产发行，第1代-第3代基于王子Skyline（现日产Skyline）而来，自第4代车型起成为日产公爵的兄弟车型，两款车型有着“セド・グロ”的并称。
1. ↑  “セド为日产公爵日文名“セドリック”的缩写，“グロ”为日产Gloria日文名“グロリア”的缩写。